# Friederika Richter

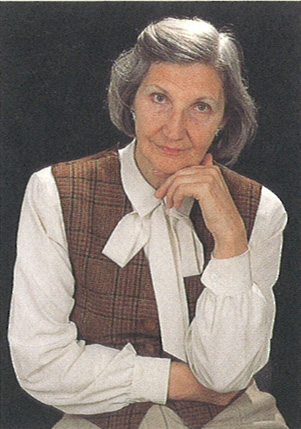
Friederika Richter (ca. 1993)

Friederika Richter (* 11. März 1931 in Alma-Ata, Sowjetunion) ist eine österreichische Malerin, deren synästhetische Veranlagung zu einer speziellen Form der Malerei führte, einer Musikmalerei, die sie „Visuelle Musik“ oder „Klingende Malerei“ nennt.

## Leben
Ihr Vater war mit einer österreichischen Expertengruppe zur Bewässerung der Baumwollplantagen in Kasachstan tätig, als sie geboren wurde. So wuchs sie zweisprachig auf. Nach der Schulausbildung in Linz, Oberösterreich, verband sie eine Fremdenführerausbildung mit dem Studium der Kunstgeschichte in Wien. Ihre künstlerische Ausbildung wurde geprägt durch Professor Herbert Stepan in Aquarell- und Porträtmalerei und durch Professor Yu Feng in chinesischer Tuschmalerei. 1983 war sie freie Mitarbeiterin im Bundesministerium für Wissenschaft in Wien. Der Schwerpunkt ihrer Tätigkeit war die Präsentation von Kleinausstellungen in Zusammenarbeit mit den Bundesmuseen und der Arbeiterkammer.

## Werke

### Klingende Malerei – Visuelle Musik
- Tschaikowskijs Klavierwerk „Die Jahreszeiten“ in Aquarellen anlässlich des 100. Todestages. Ausstellung zum 1. Who-is-who-Klubtreffen 1993 in Wien. - Die Aquarelle wurden für den „Who-is-who-Kalender 1994“ aufgenommen.
- Umsetzung der symphonischen Dichtung von Richard Strauss in den Bilderzyklus Till Eulenspiegel in Wien. - Präsentation: Hobokensaal der Albertina in Wien, 1994 und 1995 bei den Richard-Strauss-Tagen in Garmisch-Partenkirchen. - Die Ausstellung wurde „als das bedeutendste Ereignis der heurigen Richard-Strauss-Tage“ bezeichnet „weil es sich um den originellsten, kreativsten Beitrag handelte, der aber nur ein am Rande wahrgenommenes Ereignis war. Das Verdienst der Malerin ist, die Klangwelt eines symphonischen Werkes in Fortführung der Welleckschen Synästhetik in adäquate aquarelle Bilder umgesetzt zu haben.“
- Der Rosenkavalier von Richard Strauss. - Freie Interpretation nach dem Text der Kritischen Ausgabe von Dirk O. Hoffmann und Willi Schuh, S.Fischer-Verlag, Frankfurt/Main 1986 und einer Kopie der Originalaufnahme des Bayerischen Symphonie-Orchester unter dem Dirigat von Richard Strauss 1942. Aus 113 entworfenen Zeichnungen und Studien wurden 33 adäquate Aquarelle zu einem Zyklus zusammengefasst. Musik, Text und Bild mit einer gesprochenen Einführung stellen eine Symbiose dar. Dieser Zyklus wurde 1993 im Palais Auersperg, in Wien, im Rosenkavalier-Saal erstmals präsentiert. Jetzt online: Reverenz zum hundertsten Jubiläum der Oper.
- Eine Alpensinfonie von Richard Strauss. Erste Ausstellung zu den „Richard-Strauss-Tagen“ 1996 in Garmisch-Partenkirchen und im Musikverein Wien 1998 anlässlich des EU-Konzertes. Ein Videofilm in Computer-Animation wurde vom Bundesministerium für Unterricht und kulturelle Angelegenheiten für die Schulen im Bildenden-, Philosophischen- und Musik-Unterricht gefördert. DVD.
- Schwanengesang nach Franz Schubert. 1997. Ausstellung und Präsentation bei den Bad-Uracher-Musiktagen. Freie Interpretation von Franz Schuberts Letzten Liedern. „Schwebende Leichtigkeit mit Momentaufnahmen von Mensch, Natur und Stadt. Frau Richters Kunst kann man als ästhetisch-virtuos einstufen.“ Rezension aus der Bad-Uracher-Zeitung.
- Mussorgskij Bilder einer Ausstellung. Präsentation im Palais Rasumofskij in Wien, Dezember 2000. Der Bilderzyklus wurde erstmals auf Büttenpapier, dessen Struktur bestimmte Farbtöne aufweisen musste, ohne die Kreativität zu behindern, gezeigt.
- Tänzerischer Eros zum 120. Todestag von Fanny Elßler. Kreidezeichnungen und Aquarelle aus Ballett-Szenen im Bezirksmuseum Wien-Josefstadt.
- Classical-Ballett eine Multi-Media-Show, 2006. Kreide auf schwarzem Papier. Ballett-Szenen aus Schwanensee, Eugen Onegin, Giselle und Nussknacker von Tschaikowskij im Habig-Foyer, Klavierfabrik Bösendorfer, Wien. DVD.
- Die Erste Stille Nacht. Illustrationen zum gleichnamigen Film für BBC London und ORF Wien. 1998. DVD.
- Spuren meines Lebens. Ausstellung im Schloß Gloggnitz, Niederösterreich. Ein Querschnitt aus dem künstlerischen Œuvre und langjährigem Schaffen, mit Schwerpunkt der eingehenden Beschäftigung von Komposition und Bildender Kunst.
- Das jüngste Gericht. Nach Rainer Maria Rilke. Bilderzyklus in 28 Aquarellen mit Tuschmalerei. Fotografiert und mit musikalischer Untermalung von Heinrich Holsts Planetenzyklus Mars. Gesprochener Text von Mag. Thomas Jahn. Videobearbeitung von Black Lion - Walter Zlataric

### Bücher
- Ein Wiener Palais erzählt – das Rosenkavalier-Palais Auersperg in Wien. Mit Aquarellen. Böhlau-Verlag. Wien 1999 ISBN 3-205-99093-5
- Berta Camilla Sara von Hartlieb. Eine außergewöhnliche Wiener Jüdin und Wladimir von Hartlieb. Mit Tuschpinselzeichnungen. Hartung-Gorre-Verlag. Konstanz 2006 ISBN 3-86628-057-2
- Macht Euer Spiel. Grundlage für ein Drehbuch mit 12 Aquarellen der Protagonisten. Buchmesse Wien 10. Berger-Verlag. Horn 2010 ISBN 978-3-85028-505-6

### Artikel
- „Zum Rosenkavalier: Wie himmlische Rosen“. In: Richard-Strauss-Blätter. Heft 35 v. Juni 1996, S. 86–87.